# Stanisław Pyjas

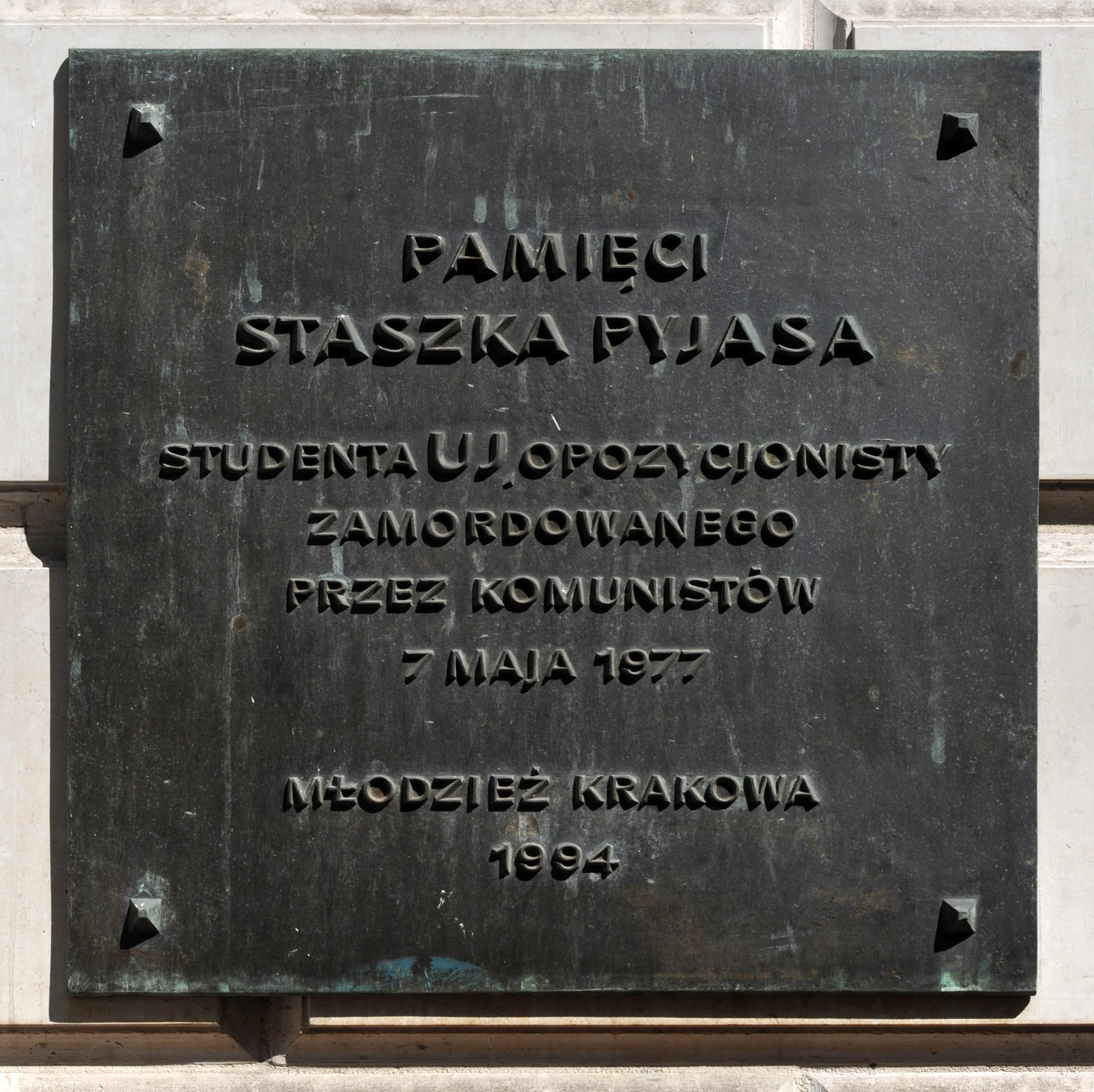

Stanisław Włodzimierz Pyjas (Żywiec, 4 agosto 1953 – Cracovia, 7 maggio 1977) è stato un patriota polacco.

## Biografia
Studente della Jagiellonian University di Cracovia e membro del movimento studentesco anticomunista, morì in circostanze misteriose.
Il decesso, avvenuto nella città del Voivodato, scioccò l'opinione pubblica, e, anche se ufficialmente il decesso avvenne per una caduta accidentale dalle scale in seguito ad ubriachezza, alcune tesi sostengono sia avvenuta per mano dei servizi segreti comunisti(senza fonte). 
Nel 2011 il corpo è stato nuovamente sottoposto ad autopsia, che ha confermato le cause ufficiali della morte.